# Pumora hyperion
Pumora hyperion là một loài bướm đêm trong họ Noctuidae.